# Liste der Nummer-eins-Hits in Italien (2022)
Diese Liste der Nummer-eins-Hits in Italien basiert auf den offiziellen Chartlisten der Federazione Industria Musicale Italiana (FIMI), der italienischen Landesgruppe der IFPI, im Jahr 2022. Berücksichtigt werden die Album- und die Singlecharts.

## Singles
| ← 2021 ← | Liste der Nummer-eins-Hits in Italien | Liste der Nummer-eins-Hits in Italien       | Liste der Nummer-eins-Hits in Italien | 2023 → |
| \| Zeitraum \| Wo. ges. \| Interpret \| Titel Autor(en) \| Zusätzliche Informationen \| \| (Zeitraum, Wochen auf Platz eins, Interpret, Titel, Autor[en], zusätzliche Informationen) \| \| \| \| \| \| ----------------------------------------------------------------------------------------- \| -------- \| ------------------------------------------- \| --------------------------------------------------------------------------------------------------------------------------------------------------------------------------------------------------------------------------------------------------------- \| ------------------------------------------------------------------------------------------------------------------------------------------------------------------------ \| \| 31. Dezember 2021 – 6. Januar 2022 1 Woche (insgesamt 6) \| 6 \| Marracash & Guè \| ∞ Love Alessandro Pulga, Cosimo Fini, Fabio Bartolo Rizzo, Paul Walden, Stefano Tognini \| – \| \| 7. Januar 2022 – 20. Januar 2022 2 Wochen \| 2 \| Sick Luke feat. Tha Supreme & Sfera Ebbasta \| Solite pare Luca Antonio Barker, Davide Mattei, Gionata Boschetti \| – \| \| 21. Januar 2022 – 27. Januar 2022 1 Woche \| 1 \| Rkomi & Elodie \| La coda del diavolo Alessandro Pulga, Davide Petrella, Mirko Manuele Martorana, Stefano Tognini \| – \| \| 28. Januar 2022 – 7. April 2022 10 Wochen \| 10 \| Mahmood & Blanco \| Brividi Alessandro Mahmood, Michele Zocca, Riccardo Fabbriconi \| Nur zwei Tage nach der Veröffentlichung während des Sanremo-Festivals 2022 konnte das Lied die Chartspitze erreichen. Am Tag darauf gewann es auch das Sanremo-Festival. \| \| 8. April 2022 – 14. April 2022 1 Woche \| 1 \| Lazza feat. Sfera Ebbasta \| Piove Diego Vincenzo Vettraino, Gionata Boschetti, Jacopo Lazzarini, Lorenzo Paolo Spinosa \| – \| \| 15. April 2022 – 2. Juni 2022 7 Wochen \| 7 \| Rhove \| Shakerando Billal Diane Nassim, Samuel Roveda \| – \| \| 3. Juni 2022 – 14. Juli 2022 6 Wochen (insgesamt 11) \| 11 \| Fedez feat. Tananai & Mara Sattei \| La dolce vita Alberto Cotta Ramusino, Davide Simonetta, Federico Leonardo Lucia, Jacopo Matteo Luca D’Amico, Paolo Antonacci \| – \| \| 15. Juli 2022 – 21. Juli 2022 1 Woche \| 1 \| Thasup feat. Lazza & Sfera Ebbasta \| S!r! Davide Mattei, Gionata Boschetti, Jacopo Lazzarini \| – \| \| 22. Juli 2022 – 25. August 2022 5 Wochen (insgesamt 11) \| 11 \| Fedez feat. Tananai & Mara Sattei \| La dolce vita Alberto Cotta Ramusino, Davide Simonetta, Federico Leonardo Lucia, Jacopo Matteo Luca D’Amico, Paolo Antonacci \| – \| \| 26. August 2022 – 8. September 2022 2 Wochen \| 2 \| Pinguini Tattici Nucleari \| Giovani Wannabe Musik: Giorgio Pesenti, Enrico Brun, Marco Paganelli, Riccardo Zanotti; Text: Riccardo Zanotti, Andrea Pisani \| – \| \| 9. September 2022 – 29. September 2022 3 Wochen \| 3 \| James Hype & Miggy Dela Rosa feat. Lazza \| Ferrari Michael Carlos Jones, Mario Mendell Winanas, Sean Puffy Combs, Taurian Adonis Shropshire, Chauncey Lamont Hawkins, Frankie Romano, Michael D. Carmine Jr., Joshua Alexander Grimmett, James Edward Lee Marsland, Johannes Shore, Jacopo Lazzarini \| – \| \| 30. September 2022 – 6. Oktober 2022 1 Woche (insgesamt 2) \| 2 \| Pinguini Tattici Nucleari \| Ricordi Giorgio Pesenti, Enrico Brun, Riccardo Zanotti \| – \| \| 7. Oktober 2022 – 13. Oktober 2022 1 Woche (insgesamt 2) \| 2 \| Måneskin \| The Loneliest Damiano David, Victoria De Angelis, Thomas Raggi, Ethan Torchio, James Abrahart, Jason Evigan, Rami Yacoub, Sarah Hudson \| – \| \| 14. Oktober 2022 – 20. Oktober 2022 1 Woche (insgesamt 2) \| 2 \| Pinguini Tattici Nucleari \| Ricordi Giorgio Pesenti, Enrico Brun, Riccardo Zanotti \| – \| \| 21. Oktober 2022 – 27. Oktober 2022 1 Woche (insgesamt 2) \| 2 \| Måneskin \| The Loneliest Damiano David, Victoria De Angelis, Thomas Raggi, Ethan Torchio, James Abrahart, Jason Evigan, Rami Yacoub, Sarah Hudson \| – \| \| 28. Oktober 2022 – 24. November 2022 4 Wochen (insgesamt 8) \| 8 \| Bizarrap feat. Quevedo \| Quevedo: Bzrp Music Sessions, Vol. 52 Santiago Pablo Exequiel Alvarado, Francisco Zecca, Pedro Luis Dominguez Quevedo, Gonzalo Julián Conde \| – \| \| 25. November 2022 – 1. Dezember 2022 1 Woche \| 1 \| Shiva feat. Sfera Ebbasta \| Alleluia Andrea Arrigoni, Davide Covino, Diego Vincenzo Vettraino, Gionata Boschetti \| – \| \| 2. Dezember 2022 – 22. Dezember 2022 3 Wochen (insgesamt 8) \| 8 \| Bizarrap feat. Quevedo \| Quevedo: Bzrp Music Sessions, Vol. 52 Santiago Pablo Exequiel Alvarado, Francisco Zecca, Pedro Luis Dominguez Quevedo, Gonzalo Julián Conde \| – \| \| 23. Dezember 2022 – 29. Dezember 2022 1 Woche (insgesamt 7) \| 7 \| Mariah Carey \| All I Want for Christmas Is You Walter Afanasieff, Mariah Carey \| – \| \| 30. Dezember 2022 – 5. Januar 2023 1 Woche (insgesamt 8) \| 8 \| Bizarrap feat. Quevedo \| Quevedo: Bzrp Music Sessions, Vol. 52 Santiago Pablo Exequiel Alvarado, Francisco Zecca, Pedro Luis Dominguez Quevedo, Gonzalo Julián Conde \| – \| |                                       |                                             | | |
| ← 2021 |                                       |                                             | | → 2023 → |
| Zeitraum | Wo. ges.                              | Interpret                                   | Titel Autor(en) | Zusätzliche Informationen |
| (Zeitraum, Wochen auf Platz eins, Interpret, Titel, Autor[en], zusätzliche Informationen) |                                       |                                             | | |
| 31. Dezember 2021 – 6. Januar 2022 1 Woche (insgesamt 6) | 6                                     | Marracash & Guè                             | ∞ Love Alessandro Pulga, Cosimo Fini, Fabio Bartolo Rizzo, Paul Walden, Stefano Tognini | – |
| 7. Januar 2022 – 20. Januar 2022 2 Wochen | 2                                     | Sick Luke feat. Tha Supreme & Sfera Ebbasta | Solite pare Luca Antonio Barker, Davide Mattei, Gionata Boschetti | – |
| 21. Januar 2022 – 27. Januar 2022 1 Woche | 1                                     | Rkomi & Elodie                              | La coda del diavolo Alessandro Pulga, Davide Petrella, Mirko Manuele Martorana, Stefano Tognini | – |
| 28. Januar 2022 – 7. April 2022 10 Wochen | 10                                    | Mahmood & Blanco                            | Brividi Alessandro Mahmood, Michele Zocca, Riccardo Fabbriconi | Nur zwei Tage nach der Veröffentlichung während des Sanremo-Festivals 2022 konnte das Lied die Chartspitze erreichen. Am Tag darauf gewann es auch das Sanremo-Festival. |
| 8. April 2022 – 14. April 2022 1 Woche | 1                                     | Lazza feat. Sfera Ebbasta                   | Piove Diego Vincenzo Vettraino, Gionata Boschetti, Jacopo Lazzarini, Lorenzo Paolo Spinosa | – |
| 15. April 2022 – 2. Juni 2022 7 Wochen | 7                                     | Rhove                                       | Shakerando Billal Diane Nassim, Samuel Roveda | – |
| 3. Juni 2022 – 14. Juli 2022 6 Wochen (insgesamt 11) | 11                                    | Fedez feat. Tananai & Mara Sattei           | La dolce vita Alberto Cotta Ramusino, Davide Simonetta, Federico Leonardo Lucia, Jacopo Matteo Luca D’Amico, Paolo Antonacci | – |
| 15. Juli 2022 – 21. Juli 2022 1 Woche | 1                                     | Thasup feat. Lazza & Sfera Ebbasta          | S!r! Davide Mattei, Gionata Boschetti, Jacopo Lazzarini | – |
| 22. Juli 2022 – 25. August 2022 5 Wochen (insgesamt 11) | 11                                    | Fedez feat. Tananai & Mara Sattei           | La dolce vita Alberto Cotta Ramusino, Davide Simonetta, Federico Leonardo Lucia, Jacopo Matteo Luca D’Amico, Paolo Antonacci | – |
| 26. August 2022 – 8. September 2022 2 Wochen | 2                                     | Pinguini Tattici Nucleari                   | Giovani Wannabe Musik: Giorgio Pesenti, Enrico Brun, Marco Paganelli, Riccardo Zanotti; Text: Riccardo Zanotti, Andrea Pisani | – |
| 9. September 2022 – 29. September 2022 3 Wochen | 3                                     | James Hype & Miggy Dela Rosa feat. Lazza    | Ferrari Michael Carlos Jones, Mario Mendell Winanas, Sean Puffy Combs, Taurian Adonis Shropshire, Chauncey Lamont Hawkins, Frankie Romano, Michael D. Carmine Jr., Joshua Alexander Grimmett, James Edward Lee Marsland, Johannes Shore, Jacopo Lazzarini | – |
| 30. September 2022 – 6. Oktober 2022 1 Woche (insgesamt 2) | 2                                     | Pinguini Tattici Nucleari                   | Ricordi Giorgio Pesenti, Enrico Brun, Riccardo Zanotti | – |
| 7. Oktober 2022 – 13. Oktober 2022 1 Woche (insgesamt 2) | 2                                     | Måneskin                                    | The Loneliest Damiano David, Victoria De Angelis, Thomas Raggi, Ethan Torchio, James Abrahart, Jason Evigan, Rami Yacoub, Sarah Hudson | – |
| 14. Oktober 2022 – 20. Oktober 2022 1 Woche (insgesamt 2) | 2                                     | Pinguini Tattici Nucleari                   | Ricordi Giorgio Pesenti, Enrico Brun, Riccardo Zanotti | – |
| 21. Oktober 2022 – 27. Oktober 2022 1 Woche (insgesamt 2) | 2                                     | Måneskin                                    | The Loneliest Damiano David, Victoria De Angelis, Thomas Raggi, Ethan Torchio, James Abrahart, Jason Evigan, Rami Yacoub, Sarah Hudson | – |
| 28. Oktober 2022 – 24. November 2022 4 Wochen (insgesamt 8) | 8                                     | Bizarrap feat. Quevedo                      | Quevedo: Bzrp Music Sessions, Vol. 52 Santiago Pablo Exequiel Alvarado, Francisco Zecca, Pedro Luis Dominguez Quevedo, Gonzalo Julián Conde | – |
| 25. November 2022 – 1. Dezember 2022 1 Woche | 1                                     | Shiva feat. Sfera Ebbasta                   | Alleluia Andrea Arrigoni, Davide Covino, Diego Vincenzo Vettraino, Gionata Boschetti | – |
| 2. Dezember 2022 – 22. Dezember 2022 3 Wochen (insgesamt 8) | 8                                     | Bizarrap feat. Quevedo                      | Quevedo: Bzrp Music Sessions, Vol. 52 Santiago Pablo Exequiel Alvarado, Francisco Zecca, Pedro Luis Dominguez Quevedo, Gonzalo Julián Conde | – |
| 23. Dezember 2022 – 29. Dezember 2022 1 Woche (insgesamt 7) | 7                                     | Mariah Carey                                | All I Want for Christmas Is You Walter Afanasieff, Mariah Carey | – |
| 30. Dezember 2022 – 5. Januar 2023 1 Woche (insgesamt 8) | 8                                     | Bizarrap feat. Quevedo                      | Quevedo: Bzrp Music Sessions, Vol. 52 Santiago Pablo Exequiel Alvarado, Francisco Zecca, Pedro Luis Dominguez Quevedo, Gonzalo Julián Conde | – |

## Alben
| ← 2021 ← | Liste der Nummer-eins-Alben in Italien | Liste der Nummer-eins-Alben in Italien | Liste der Nummer-eins-Alben in Italien | 2023 →                    |
| \| Zeitraum \| Wo. ges. \| Interpret \| Titel \| Zusätzliche Informationen \| \| (Zeitraum, Wochen auf Platz eins, Interpret, Titel, zusätzliche Informationen) \| \| \| \| \| \| ------------------------------------------------------------------------------ \| -------- \| -------------------------- \| -------------------------------------- \| ------------------------- \| \| 17. Dezember 2021 – 6. Januar 2022 3 Wochen (insgesamt 5) \| 5 \| Marracash \| Noi, loro, gli altri \| – \| \| 7. Januar 2022 – 13. Januar 2022 1 Woche (insgesamt 2) \| 2 \| Sick Luke \| X2 \| – \| \| 14. Januar 2022 – 20. Januar 2022 1 Woche \| 1 \| Noyz Narcos \| Virus \| – \| \| 21. Januar 2022 – 27. Januar 2022 1 Woche (insgesamt 2) \| 2 \| Sick Luke \| X2 \| – \| \| 28. Januar 2022 – 10. Februar 2022 2 Wochen \| 2 \| Rkomi \| Taxi Driver \| – \| \| 11. Februar 2022 – 17. Februar 2022 1 Woche (insgesamt 4) \| 4 \| Blanco \| Blu celeste \| – \| \| 18. Februar 2022 – 24. Februar 2022 1 Woche \| 1 \| Elisa \| Ritorno al futuro / Back to the Future \| – \| \| 25. Februar 2022 – 3. März 2022 1 Woche \| 1 \| Irama \| Il giorno in cui ho smesso di pensare \| – \| \| 4. März 2022 – 10. März 2022 1 Woche \| 1 \| Bresh \| Oro blu \| – \| \| 11. März 2022 – 17. März 2022 1 Woche \| 1 \| Paky \| Salvatore \| – \| \| 18. März 2022 – 31. März 2022 2 Wochen \| 2 \| Fabri Fibra \| Caos \| – \| \| 1. April 2022 – 7. April 2022 1 Woche \| 1 \| Luchè \| Dove volano le aquile \| – \| \| 8. April 2022 – 12. Mai 2022 5 Wochen (insgesamt 21) \| 21 \| Lazza \| Sirio \| – \| \| 13. Mai 2022 – 19. Mai 2022 1 Woche \| 1 \| Gemitaiz \| Eclissi \| – \| \| 20. Mai 2022 – 26. Mai 2022 1 Woche \| 1 \| Harry Styles \| Harry’s House \| – \| \| 27. Mai 2022 – 2. Juni 2022 1 Woche \| 1 \| (Verschiedene Interpreten) \| Blocco 181 \| – \| \| 3. Juni 2022 – 9. Juni 2022 1 Woche \| 1 \| Luigi Strangis \| Strangis \| – \| \| 10. Juni 2022 – 16. Juni 2022 1 Woche \| 1 \| Alex W \| Non siamo soli \| – \| \| 17. Juni 2022 – 25. August 2022 10 Wochen (insgesamt 21) \| 21 \| Lazza \| Sirio \| – \| \| 26. August 2022 – 1. September 2022 1 Woche \| 1 \| Muse \| Will of the People \| – \| \| 2. September 2022 – 15. September 2022 2 Wochen (insgesamt 21) \| 21 \| Lazza \| Sirio \| – \| \| 16. September 2022 – 29. September 2022 2 Wochen \| 2 \| Night Skinny \| Botox \| – \| \| 30. September 2022 – 20. Oktober 2022 3 Wochen (insgesamt 4) \| 4 \| Thasup \| C@ra++ere s?ec!@le \| – \| \| 21. Oktober 2022 – 27. Oktober 2022 1 Woche \| 1 \| Taylor Swift \| Midnights \| – \| \| 28. Oktober 2022 – 3. November 2022 1 Woche (insgesamt 4) \| 4 \| Thasup \| C@ra++ere s?ec!@le \| – \| \| 4. November 2022 – 10. November 2022 1 Woche \| 1 \| Rondodasosa \| Trenches Baby \| – \| \| 11. November 2022 – 17. November 2022 1 Woche \| 1 \| Tiziano Ferro \| Il mondo è nostro \| – \| \| 18. November 2022 – 24. November 2022 1 Woche \| 1 \| Ernia \| Io non ho paura \| – \| \| 25. November 2022 – 1. Dezember 2022 1 Woche (insgesamt 2) \| 2 \| Shiva \| Milano Demons \| – \| \| 2. Dezember 2022 – 15. Dezember 2022 2 Wochen (insgesamt 3) \| 3 \| Pinguini Tattici Nucleari \| Fake News \| – \| \| 16. Dezember 2022 – 22. Dezember 2022 1 Woche (insgesamt 21) \| 21 \| Lazza \| Sirio \| – \| \| 23. Dezember 2022 – 29. Dezember 2022 1 Woche (insgesamt 3) \| 3 \| Pinguini Tattici Nucleari \| Fake News \| – \| \| 30. Dezember 2022 – 5. Januar 2023 1 Woche (insgesamt 2) \| 2 \| Shiva \| Milano Demons \| – \| |                                        |                                        |                                        |                           |
| ← 2021 |                                        |                                        |                                        | → 2023 →                  |
| Zeitraum | Wo. ges.                               | Interpret                              | Titel                                  | Zusätzliche Informationen |
| (Zeitraum, Wochen auf Platz eins, Interpret, Titel, zusätzliche Informationen) |                                        |                                        |                                        |                           |
| 17. Dezember 2021 – 6. Januar 2022 3 Wochen (insgesamt 5) | 5                                      | Marracash                              | Noi, loro, gli altri                   | –                         |
| 7. Januar 2022 – 13. Januar 2022 1 Woche (insgesamt 2) | 2                                      | Sick Luke                              | X2                                     | –                         |
| 14. Januar 2022 – 20. Januar 2022 1 Woche | 1                                      | Noyz Narcos                            | Virus                                  | –                         |
| 21. Januar 2022 – 27. Januar 2022 1 Woche (insgesamt 2) | 2                                      | Sick Luke                              | X2                                     | –                         |
| 28. Januar 2022 – 10. Februar 2022 2 Wochen | 2                                      | Rkomi                                  | Taxi Driver                            | –                         |
| 11. Februar 2022 – 17. Februar 2022 1 Woche (insgesamt 4) | 4                                      | Blanco                                 | Blu celeste                            | –                         |
| 18. Februar 2022 – 24. Februar 2022 1 Woche | 1                                      | Elisa                                  | Ritorno al futuro / Back to the Future | –                         |
| 25. Februar 2022 – 3. März 2022 1 Woche | 1                                      | Irama                                  | Il giorno in cui ho smesso di pensare  | –                         |
| 4. März 2022 – 10. März 2022 1 Woche | 1                                      | Bresh                                  | Oro blu                                | –                         |
| 11. März 2022 – 17. März 2022 1 Woche | 1                                      | Paky                                   | Salvatore                              | –                         |
| 18. März 2022 – 31. März 2022 2 Wochen | 2                                      | Fabri Fibra                            | Caos                                   | –                         |
| 1. April 2022 – 7. April 2022 1 Woche | 1                                      | Luchè                                  | Dove volano le aquile                  | –                         |
| 8. April 2022 – 12. Mai 2022 5 Wochen (insgesamt 21) | 21                                     | Lazza                                  | Sirio                                  | –                         |
| 13. Mai 2022 – 19. Mai 2022 1 Woche | 1                                      | Gemitaiz                               | Eclissi                                | –                         |
| 20. Mai 2022 – 26. Mai 2022 1 Woche | 1                                      | Harry Styles                           | Harry’s House                          | –                         |
| 27. Mai 2022 – 2. Juni 2022 1 Woche | 1                                      | (Verschiedene Interpreten)             | Blocco 181                             | –                         |
| 3. Juni 2022 – 9. Juni 2022 1 Woche | 1                                      | Luigi Strangis                         | Strangis                               | –                         |
| 10. Juni 2022 – 16. Juni 2022 1 Woche | 1                                      | Alex W                                 | Non siamo soli                         | –                         |
| 17. Juni 2022 – 25. August 2022 10 Wochen (insgesamt 21) | 21                                     | Lazza                                  | Sirio                                  | –                         |
| 26. August 2022 – 1. September 2022 1 Woche | 1                                      | Muse                                   | Will of the People                     | –                         |
| 2. September 2022 – 15. September 2022 2 Wochen (insgesamt 21) | 21                                     | Lazza                                  | Sirio                                  | –                         |
| 16. September 2022 – 29. September 2022 2 Wochen | 2                                      | Night Skinny                           | Botox                                  | –                         |
| 30. September 2022 – 20. Oktober 2022 3 Wochen (insgesamt 4) | 4                                      | Thasup                                 | C@ra++ere s?ec!@le                     | –                         |
| 21. Oktober 2022 – 27. Oktober 2022 1 Woche | 1                                      | Taylor Swift                           | Midnights                              | –                         |
| 28. Oktober 2022 – 3. November 2022 1 Woche (insgesamt 4) | 4                                      | Thasup                                 | C@ra++ere s?ec!@le                     | –                         |
| 4. November 2022 – 10. November 2022 1 Woche | 1                                      | Rondodasosa                            | Trenches Baby                          | –                         |
| 11. November 2022 – 17. November 2022 1 Woche | 1                                      | Tiziano Ferro                          | Il mondo è nostro                      | –                         |
| 18. November 2022 – 24. November 2022 1 Woche | 1                                      | Ernia                                  | Io non ho paura                        | –                         |
| 25. November 2022 – 1. Dezember 2022 1 Woche (insgesamt 2) | 2                                      | Shiva                                  | Milano Demons                          | –                         |
| 2. Dezember 2022 – 15. Dezember 2022 2 Wochen (insgesamt 3) | 3                                      | Pinguini Tattici Nucleari              | Fake News                              | –                         |
| 16. Dezember 2022 – 22. Dezember 2022 1 Woche (insgesamt 21) | 21                                     | Lazza                                  | Sirio                                  | –                         |
| 23. Dezember 2022 – 29. Dezember 2022 1 Woche (insgesamt 3) | 3                                      | Pinguini Tattici Nucleari              | Fake News                              | –                         |
| 30. Dezember 2022 – 5. Januar 2023 1 Woche (insgesamt 2) | 2                                      | Shiva                                  | Milano Demons                          | –                         |

## Jahreshitparaden
Die Jahrescharts 2022 decken den Zeitraum vom 31. Dezember 2021 bis zum 29. Dezember 2022 ab.
Ausschließlich italienische Singles und Alben schafften es in diesem Jahr in die Top 10 der Jahreswertung. Der am häufigsten vertretene Interpret ist Rkomi (mit zwei Singles und einem Album in den Top 10). Vier der Top-10-Singles hatten zuvor auch die Spitze der Wochencharts erreicht, ebenso neun der Top-10-Alben.

| ← 2021 ← | Liste der Jahres-Nummer-eins-Hits in Italien | Liste der Jahres-Nummer-eins-Hits in Italien | Liste der Jahres-Nummer-eins-Hits in Italien | 2023 →   |
| \| Singles \| Position# \| Alben \| \| --------------------------------------------------------------------------------------------------------------------------------------------------------- \| --------- \| ------------------------------------------- \| \| Brividi Mahmood & Blanco Alessandro Mahmood, Michele Zocca, Riccardo Fabbriconi \| 1 \| Sirio Lazza \| \| Shakerando Rhove Billal Diane Nassim, Samuel Roveda \| 2 \| Taxi Driver Rkomi \| \| Dove si balla Dargen D’Amico Dargen D’Amico, Edwyn Roberts, Gianluigi Fazio, Andrea Bonomo \| 3 \| Blu celeste Blanco \| \| Farfalle Sangiovanni Sangiovanni, Alessandro La Cava, Stefano Tognini \| 4 \| Noi, loro, gli altri Marracash \| \| La coda del diavolo Rkomi & Elodie Mirko Manuele Martorana, Davide Petrella, Stefano Tognini, Alessandro Pulga \| 5 \| Il giorno in cui ho smesso di pensare Irama \| \| La dolce vita Fedez, Tananai & Mara Sattei Alberto Cotta Ramusino, Davide Simonetta, Federico Leonardo Lucia, Jacopo Matteo Luca D’Amico, Paolo Antonacci \| 6 \| C@ra++ere s?ec!@le Thasup \| \| Giovani Wannabe Pinguini Tattici Nucleari Giorgio Pesenti, Enrico Brun, Marco Paganelli, Riccardo Zanotti, Andrea Pisani \| 7 \| Salvatore Paky \| \| 5 gocce Irama feat. Rkomi Giuseppe Colonnelli, Filippo Maria Fanti, Luis Jonuel Gonzalez Maldonado, Mirko Martorana, Junior K \| 8 \| Materia (Pelle) Marco Mengoni \| \| Baby Goddamn Tananai Alberto Cotta Ramusino, Enrico Wolfgang Leonardo Cavion \| 9 \| Caos Fabri Fibra \| \| Ciao ciao La Rappresentante di Lista Veronica Lucchesi, Dario Mangiarcina, Roberto Calabrese, Roberto Cammarata, Carmelo Drago, Simone Privitera \| 10 \| X2 Sick Luke \| |                                              |                                              |                                              |          |
| ← 2021 |                                              |                                              |                                              | → 2023 → |
| Singles | Position#                                    | Alben                                        |                                              |          |
| Brividi Mahmood & Blanco Alessandro Mahmood, Michele Zocca, Riccardo Fabbriconi | 1                                            | Sirio Lazza                                  |                                              |          |
| Shakerando Rhove Billal Diane Nassim, Samuel Roveda | 2                                            | Taxi Driver Rkomi                            |                                              |          |
| Dove si balla Dargen D’Amico Dargen D’Amico, Edwyn Roberts, Gianluigi Fazio, Andrea Bonomo | 3                                            | Blu celeste Blanco                           |                                              |          |
| Farfalle Sangiovanni Sangiovanni, Alessandro La Cava, Stefano Tognini | 4                                            | Noi, loro, gli altri Marracash               |                                              |          |
| La coda del diavolo Rkomi & Elodie Mirko Manuele Martorana, Davide Petrella, Stefano Tognini, Alessandro Pulga | 5                                            | Il giorno in cui ho smesso di pensare Irama  |                                              |          |
| La dolce vita Fedez, Tananai & Mara Sattei Alberto Cotta Ramusino, Davide Simonetta, Federico Leonardo Lucia, Jacopo Matteo Luca D’Amico, Paolo Antonacci | 6                                            | C@ra++ere s?ec!@le Thasup                    |                                              |          |
| Giovani Wannabe Pinguini Tattici Nucleari Giorgio Pesenti, Enrico Brun, Marco Paganelli, Riccardo Zanotti, Andrea Pisani | 7                                            | Salvatore Paky                               |                                              |          |
| 5 gocce Irama feat. Rkomi Giuseppe Colonnelli, Filippo Maria Fanti, Luis Jonuel Gonzalez Maldonado, Mirko Martorana, Junior K | 8                                            | Materia (Pelle) Marco Mengoni                |                                              |          |
| Baby Goddamn Tananai Alberto Cotta Ramusino, Enrico Wolfgang Leonardo Cavion | 9                                            | Caos Fabri Fibra                             |                                              |          |
| Ciao ciao La Rappresentante di Lista Veronica Lucchesi, Dario Mangiarcina, Roberto Calabrese, Roberto Cammarata, Carmelo Drago, Simone Privitera | 10                                           | X2 Sick Luke                                 |                                              |          |

## Belege
1. ↑  Top of the Music 2022: Un anno di musica italiana. FIMI, abgerufen am 9. Januar 2023 (italienisch).

Siehe auch: Nummer-eins-Hits 2022 in Argentinien,  Australien, Belgien, Brasilien, Bulgarien, Dänemark, Deutschland, Finnland, Frankreich, Griechenland, Indien, Irland, Japan, Kanada, Kolumbien, Kroatien, Malaysia, Neuseeland, den Niederlanden, Norwegen, Österreich, Polen, Portugal, Schweden, der Schweiz, Singapur, Slowakei, Spanien, Südafrika, Südkorea, Tschechien, Ungarn, den Vereinigten Staaten und im Vereinigten Königreich.